# Vallée de Lunang
Lunang Vallis
Pour les articles homonymes, voir Lunang.
La vallée de Lunang (désignation internationale : Lunang Vallis) est une vallée située sur Vénus dans le quadrangle de Lakshmi Planum. Elle a été nommée en référence à Lunang, déesse nouristani de la rivière Parun.